# ヘンリー・フィッツアラン (第19代アランデル伯)
第19代アランデル伯爵ヘンリー・フィッツアラン（英語: Henry FitzAlan, 19th Earl of Arundel, KG, PC、1512年4月23日 - 1580年2月24日）は、イングランドの貴族、廷臣。

## 経歴
1512年4月23日、第18代アランデル伯爵ウィリアム・フィッツアランとその後妻アン（第3代ノーサンバランド伯ヘンリー・パーシーの娘）の間の長男として生まれる。
ケンブリッジ大学で学ぶ。1533年にマルトレイヴァース男爵として貴族院に召集され、1544年には父の死により第19代アランデル伯爵位を継承した。同年にフランスで戦った。
1546年には枢密顧問官に列した。同年から1550年にかけて宮内長官を務めた
1547年にヘンリー8世崩御にあたって12人会議のメンバーの1人に指名された。エドワード6世の戴冠式では大司馬を務めた。
初代ノーサンバランド公ジョン・ダドリーに敵意を持たれ、1551年11月から1552年12月までロンドン塔に投獄された。その復讐で1553年7月にノーサンバランド公がジェーン・グレイを女王に擁立した際には途中で公爵を裏切って彼をケンブリッジで逮捕し、メアリー女王に引き渡した。
彼は枢密顧問官の中で真っ先にノーサンバランド公を裏切った人物であり、そのためメアリー女王から重用された。メアリー女王の戴冠式で大司馬を務めたうえ、再び宮内長官に任じられた。メアリー女王とスペイン皇太子フェリペ（フェリペ2世）の結婚を推進したのも彼と初代パジェット男爵ウィリアム・パジェットであった。
1554年2月には初代サフォーク公チャールズ・ブランドンの裁判で大家令を務めた。
1555年から1559年にかけてはオックスフォード大学の総長補佐（High Steward）、1559年2月から6月にかけては同大学総長を務めた。1564年に全役職を辞した。
エリザベス女王の即位後、平民出身のウィリアム・セシルが女王の重臣として幅を利かせていることが気に食わず、彼の排除を画策するようになった。その目的から1569年春にはスコットランド元女王メアリー（イングランド亡命・軟禁中）と義理の息子の第4代ノーフォーク公トマス・ハワードの結婚計画に参加した。二度メアリーの下を訪れて結婚計画について相談している。
しかし1571年にはリドルフィ陰謀事件に関与したとされてノーフォーク公ら他のカトリック貴族とともに逮捕されて裁判にかけられた。1572年までロンドン塔に投獄された。
ノーフォーク公は処刑されたが、彼は釈放され、1580年2月24日にサセックス・アランデル城で死去した。爵位はノーフォーク公に嫁いだ次女メアリーの子であるフィリップ・ハワードに継承された。

## 栄典

### 爵位
1533年2月5日の繰上勅書によって父ウィリアム・フィッツアランの以下の爵位を継承。
- 第9代マルトレイヴァース男爵 (9th Baron Maltravers)
(1330年6月5日の議会招集令状（英語版）によるイングランド貴族爵位)

1544年1月23日の父の死により以下の爵位を継承した。
- 第19代アランデル伯爵 (19th Earl of Arundel)
(1138年頃創設のイングランド貴族爵位)

### 勲章
- 1544年5月18日、ガーター騎士団（勲章）ナイト (KG)[1][2]

## 家族
1525年1月25日より後に第2代ドーセット侯爵トマス・グレイの娘キャサリンと結婚。彼女との間に以下の1男2女を儲けた。
- 長男ヘンリー・フィッツアラン（1538年 - 1556年） - 儀礼称号でマルトレイヴァース卿。父に先立って亡くなる。
- 長女ジェーン・フィッツアラン（1537年 - 1576年） - 初代ラムリー男爵（英語版）ジョン・ラムリー（英語版）と結婚。エウリピデスを英語に翻訳するなど学術的な業績があったが、父に先立って亡くなる。
- 次女メアリー・フィッツアラン（英語版）（1540年 - 1557年） - 第4代ノーフォーク公トマス・ハワードと結婚。第20代アランデル伯を継承するフィリップ・ハワードの母。

1545年12月19日にはサー・ジョン・アランデルの娘メアリーと再婚したが、彼女との間に子供はなかった。